# 新鄉站 (埼玉縣)

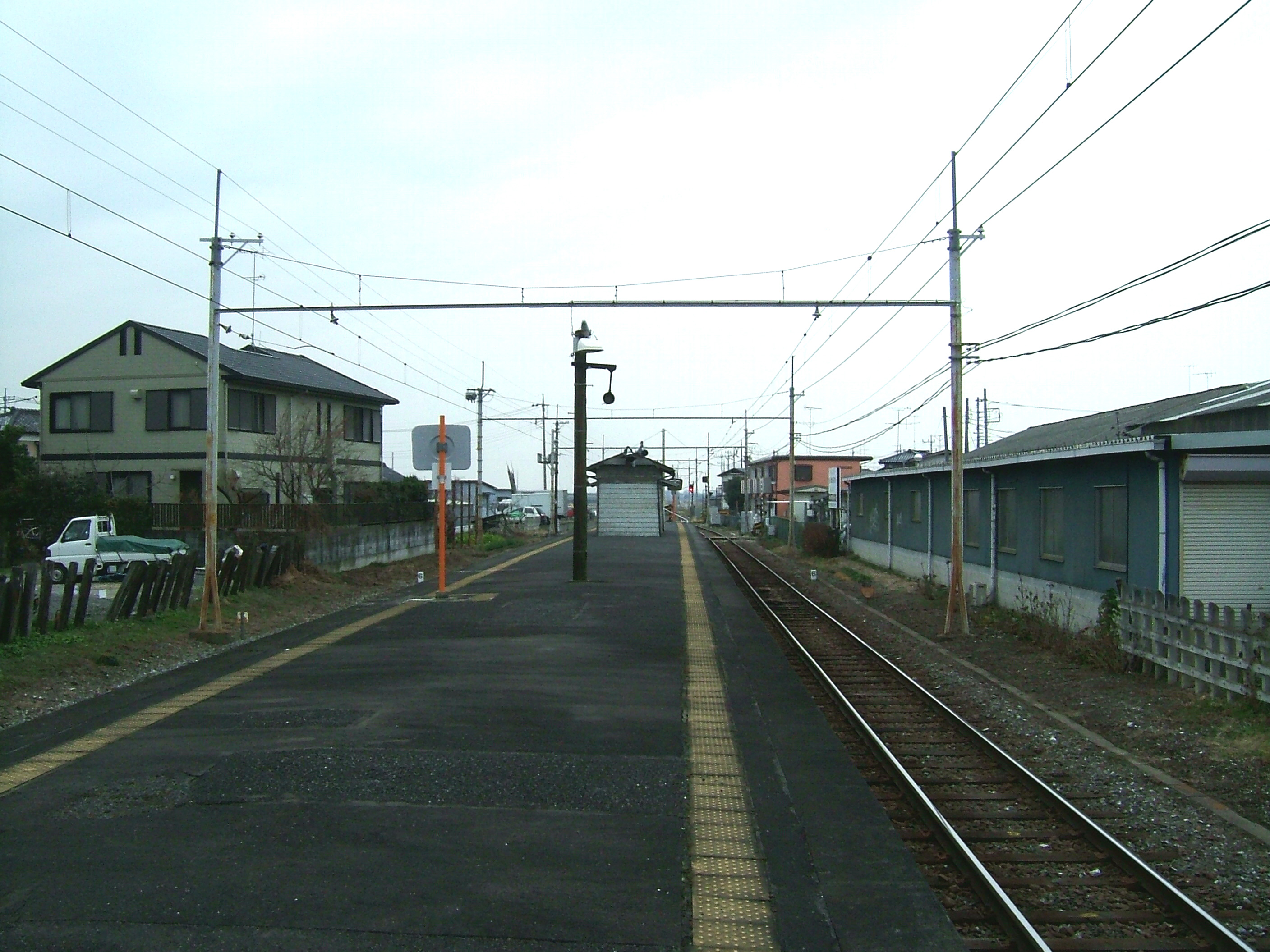
月台（2008年1月）

新鄉站（日语：／ Shingō eki */?）是位於埼玉縣羽生市大字上新鄉1950番1號，秩父鐵道的秩父本線車站。

## 歷史
- 1921年（大正10年）4月1日 - 車站啟用[1]。

## 車站構造
此站是地面車站，設有1面2線的島式月台。此站是由熊谷站管理的業務委託車站。原本此站為無人車站，在列車一人控制化外設置了職員。檢票口內設有廁所（濕廁）。

### 月台
| 月台 | 路線    | 方向                                       |
| ---- | ------- | ------------------------------------------ |
| 1    | ■秩父線 | 行田市、熊谷、寄居、長瀞、秩父、三峰口方向 |
| 2    | ■秩父線 | 羽生方向                                   |

## 使用狀況
在2018年度車站乘車人次中，於秩父本線36站內排名第29位。
以下為1日平均乘車人次列表。
| 年度               | 1日平均 乘車人次 |
| ------------------ | ---------------- |
| 1999年（平成11年） | 215              |
| 2000年（平成12年） | 216              |
| 2001年（平成13年） | 217              |
| 2002年（平成14年） | 213              |
| 2003年（平成15年） | 213              |
| 2004年（平成16年） | 207              |
| 2005年（平成17年） | 205              |
| 2006年（平成18年） | 191              |
| 2007年（平成19年） | 186              |
| 2008年（平成20年） | 179              |
| 2009年（平成21年） | 180              |
| 2010年（平成22年） | 177              |
| 2011年（平成23年） | 169              |
| 2012年（平成24年） | 172              |
| 2013年（平成25年） | 171              |
| 2014年（平成26年） | 165              |
| 2015年（平成27年） | 158              |
| 2016年（平成28年） | 149              |
| 2017年（平成29年） | 144              |
| 2018年（平成30年） | 141              |

## 車站周邊
- 羽生新郷郵局
- 羽生市立新鄉第一小學
- 埼玉縣道128號熊谷羽生線（日语：埼玉県道128号熊谷羽生線）
- 埼玉縣道364號上新鄉埼玉線（日语：埼玉県道364号上新郷埼玉線）

## 巴士路線
| 乘車處 | 乘車處 | 系統           | 主要途邊                         | 目的地 | 巴士公司  | 備註         |
| ------ | ------ | -------------- | -------------------------------- | ------ | --------- | ------------ |
| 新鄉站 |        | 川俁、新鄉路線 | 住吉、別所、本川俁、羽生站東出口 | 市政廳 | 愛·愛巴士 | 只於平日服務 |
| 新鄉站 |        | 川俁、新鄉路線 | 下新鄉北、羽生站西出口           | 市政廳 | 愛·愛巴士 | 只於平日服務 |

## 相鄰車站
秩父鐵道
秩父本線
急行「秩父路」
通過
普通
西羽生－新鄉－武州荒木

## 注腳
1. 1 2  今尾惠介監修《日本鉄道旅行地図帳 4号 関東2》（新潮社，2008年）p.55 中提及開業日為1922年（大正11年）7月28日。在紀錄羽生至行田（現時：行田市）之間開始營業的資料在「地方鉄道運輸開始」『官報』1921年4月6日（國立國會圖書館數碼化資料），當中記載了新鄉站。
2. ↑  埼玉県統計年鑑より算出 （页面存档备份，存于）（日語）

## 外部連結
- 車站情報 新鄉站（秩父鐵道） （页面存档备份，存于）（日語）